# Earl of Selkirk

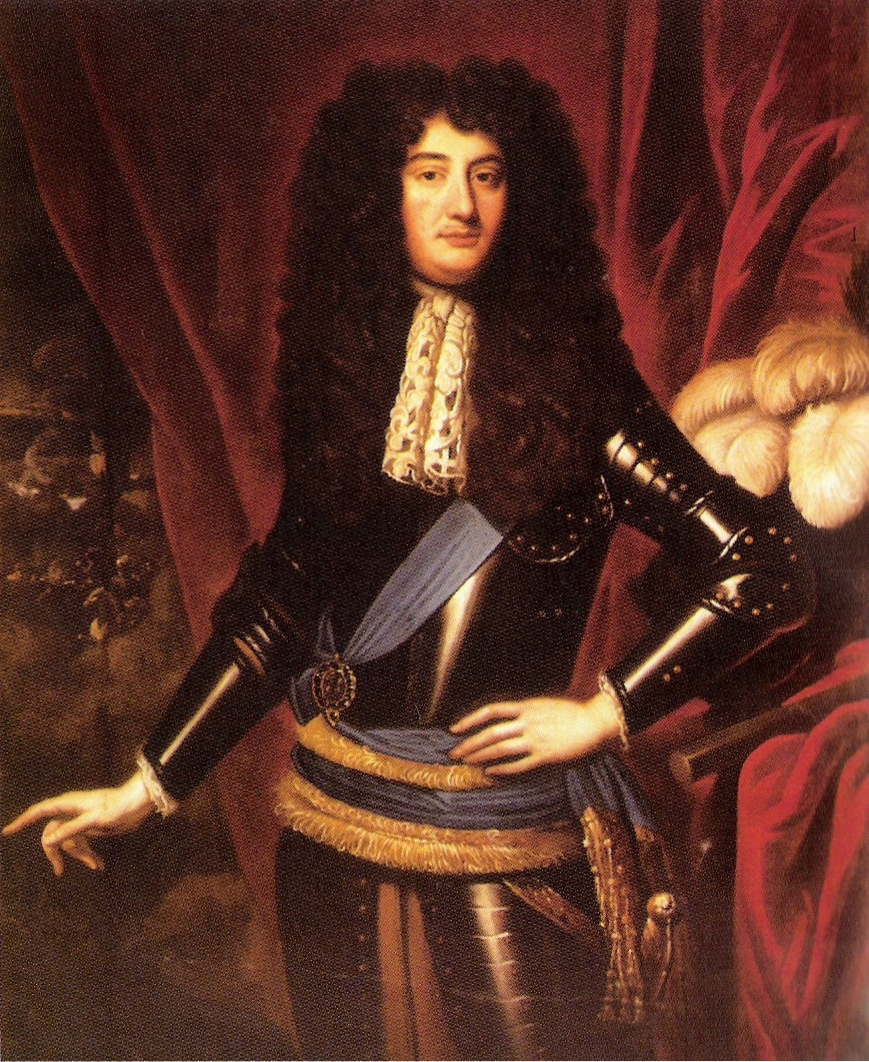
William Douglas, 1. Earl of Selkirk

Heutiges Wappen des Earl of Selkirk

Earl of Selkirk ist ein erblicher britischer Adelstitel in der Peerage of Scotland, der nach der schottischen Stadt Selkirk benannt ist.

## Verleihung und Erbregelung
Der Titel wurde am 4. August 1646 für den damals erst zwölfjährigen Lord William Douglas geschaffen. Zusammen mit der Earlswürde wurde ihm der nachgeordnete Titel Lord Daer and Shortcleugh verliehen.
Er war ein jüngerer Sohn des William Douglas, 1. Marquess of Douglas aus dem Hause Douglas. Er heiratete 1656 Anne Hamilton, 3. Duchess of Hamilton aus dem Hause Hamilton und begründete damit die Linie Douglas-Hamilton. 1660 änderte er mit königlicher Erlaubnis seinen Nachnamen in Douglas-Hamilton.
Da seine Nachfahren von seiner Gattin auch den höherrangigen Titel Duke of Hamilton erbten, werden die beiden Titel Earl of Selkirk und Lord Daer and Shortcleugh entsprechend dem Erbgesetz von 1688 immer von einem jüngeren Bruder und dessen Nachkommen geführt, erst wenn keine Brüder samt Nachkommen mehr leben, fallen sie an den Duke.
Der 11. Earl, der 1994 die Titel erbte, verzichtete auf die Titel, um seinen Sitz im House of Commons nicht zugunsten eines Sitzes im House of Lords zu verlieren. Nach Ende seines Unterhausmandates wurde er am 29. September 1997 als Baron Selkirk of Douglas, of Cramond in the City of Edinburgh, zum Life Peer erhoben, und sitzt dadurch bis heute im Oberhaus. Der Earlstitel ruhte aufgrund seines Verzichtes bis zu seinem Tod und fiel sodann 2023 an seinen Sohn als 12. Earl.

## Liste der Earls of Selkirk (1646)
- William Douglas-Hamilton, Duke of Hamilton, 1. Earl of Selkirk (1634–1694)
- Charles Douglas, 2. Earl of Selkirk (1663–1739) (jüngerer Bruder des 4. Duke)
- John Hamilton, 3. Earl of Selkirk (1664–1744) (jüngerer Bruder des 2. Earl)
- Dunbar Douglas, 4. Earl of Selkirk (1722–1799) (Enkel des jüngeren Bruders des 3. Earl)
- Thomas Douglas, 5. Earl of Selkirk (1771–1820) (Sohn des 4. Earl)
- Dunbar Douglas, 6. Earl of Selkirk (1809–1885) (Sohn des 5. Earl)
- Charles Douglas-Hamilton, 7. Earl of Selkirk (1847–1886) (jüngerer Bruder des 12. Duke of Hamilton)
- William Douglas-Hamilton, 12. Duke of Hamilton, 8. Earl of Selkirk (1845–1895) (älterer Bruder des Vorgängers)
- Alfred Douglas-Hamilton, 13. Duke of Hamilton, 9. Earl of Selkirk (1862–1940) (Cousin vierten Grades des 12. Duke)
- George Douglas-Hamilton, 10. Earl of Selkirk (1906–1994) (jüngerer Bruder des 14. Duke of Hamilton)
- James Douglas-Hamilton, Baron Selkirk of Douglas, 11. Earl of Selkirk (1942–2023) (jüngerer Bruder des 15. Duke of Hamilton; Titelverzicht 1994)
- John Andrew Douglas-Hamilton, 12. Earl of Selkirk (* 1978) (Sohn des 11. Earl)

Titelerbe (Heir Presumptive) ist dessen nächstjüngerer Bruder Hon. Charles Douglas Douglas-Hamilton (* 1979).